# Marilyn McCoo
Marilyn McCoo (Jersey City, 30 de setembro de 1943) é uma cantora, atriz e apresentadora americana, também conhecida por ser a vocalista feminina principal do grupo The 5th Dimension. Ela é esposa do cantor Billy Davis, Jr., o fundador do grupo The 5th Dimension, com o qual ela se casou em 1969.

## Biografia

### Início
McCoo nasceu em Jersey City, Nova Jérsei, filha de dois médicos, Waymon e Mary McCoo. Aos sete anos, mudou-se com os pais, duas irmãs e um irmão para Los Angeles, onde começou a ter aulas de canto, piano e dança. Aos 15 anos, entrou para o show de talentos de  Art Linkletter e começou a carreira de modelo. Após terminar o Ensino Médio, matriculou-se na Universidade da Califórnia em Los Angeles, onde obteve graduação em administração de empresas. Em 1962, participou do concurso de beleza Miss Bronze California, no qual obteve o primeiro lugar.

### Música
Do início para a metade da década de 1960, McCoo fez parte do grupo Hi-Fi's, que abriam com frequência as apresentações de Ray Charles. Ela foi convidada a ingressar no grupo pelo fotógrafo Lamonte McLemore, que se juntaria a McCoo no The 5th Dimension. Ela conheceu Billy Davis, Jr. em 1966, quando ele criou o The 5th Dimension, então com o nome The Versatiles. O primeiro sucesso foi "Up, Up and Away", de 1967, escrita por Jimmy Webb. A canção ganhou quatro Grammys em 1968. Mais tarde, McCoo faria um proeminente vocal no medley de "Aquarius/Let the Sunshine In" (do musical Hair), que atingiu o topo das paradas na Billboard Hot 100 em 1969, com "Aquarius/Let The Sun Shine In" ganhando o Grammy de melhor canção do ano. No início da década de 1970, Marilyn começou a fazer o vocal principal no grupo.
Em 1975, McCoo e Davis deixaram o The 5th Dimension e começaram a se apresentar em dupla. Com um contrato pela ABC Records, eles gravaram seu álbum de estreia em 1976, I Hope We Get to Love in Time. O primeiro single foi a canção-título, que ficou pela metade das paradas. Mas a canção seguinte, "You Don't Have to Be a Star (To Be in My Show)", foi algo muito maior, alcançando o topo das paradas da Billboard Hot 100 em janeiro de 1977. McCoo e Davis receberam discos de ouro pelo single e pelo álbum, assim como um Grammy. Também tiveram seu próprio programa de televisão, The Marilyn McCoo & Billy Davis, Jr Show, pela CBS em meados de 1977. Após mais um álbum pela ABC em 1978, a dupla assinou contrato com a ABC em 1979, lançando seu último disco como dupla até 2008, quando saiu The Many Faces of Love, uma coleção de sucessos das décadas de 1960 e 1970.
Seu álbum de 1991, The Me Nobody Knows, foi indicado para um Grammy. Também lançou um álbum natalino em 1994. McCoo ganhou seu oitavo Grammy pela contribuição para o Handel's Messiah de Quincy Jones.

### Vida pessoal
McCoo é casada com o colega do grupo 5th Dimension Billy Davis, Jr.. Em 26 de julho de 2009, eles celebraram 40 anos de casados. Em 2004, o casal contou sua história de amor e fé em um livro, Up, Up and Away. Eles continuam a se apresentar juntos.
McCoo e Davis são cristãos renascidos que atribuem a Deus seu duradouro casamento.

## Filmografia
- My Mom's a Werewolf (1989)
- Grizzly Adams and the Legend of Dark Mountain (1999)

### Televisão
- It Takes a Thief (1 episódio, 1970)
- The Love Boat (1 episódio, 1978)
- Solid Gold (host, 1981-1984, 1986-1988)
- The Fantastic World of D.C. Collins (1984)
- New Love, American Style (1 episódio, 1986)
- The Fall Guy (1 episódio, 1986)
- Days of our Lives (1986–1987)
- Punky Brewster (1 episódio, 1988)
- Night Court (1 episódio, 1990)
- The Kingdom Chums Original Top Ten (voz, 1990)
- The Jamie Foxx Show (2 episódios, 1999–2001)